# Bussières (Saona i Loira)
Bussières és un municipi francès, situat al departament de Saona i Loira i a la regió de Borgonya - Franc Comtat. L'any 2007 tenia 570 habitants.

## Demografia

### Població
El 2007 la població de fet de Bussières era de 570 persones. Hi havia 236 famílies, de les quals 58 eren unipersonals (31 homes vivint sols i 27 dones vivint soles), 85 parelles sense fills, 89 parelles amb fills i 4 famílies monoparentals amb fills.
La població ha evolucionat segons el següent gràfic:
Habitants censats

### Habitatges
El 2007 hi havia 259 habitatges, 232 eren l'habitatge principal de la família, 22 eren segones residències i 5 estaven desocupats. 247 eren cases i 9 eren apartaments. Dels 232 habitatges principals, 192 estaven ocupats pels seus propietaris, 32 estaven llogats i ocupats pels llogaters i 9 estaven cedits a títol gratuït; 14 tenien dues cambres, 15 en tenien tres, 65 en tenien quatre i 138 en tenien cinc o més. 193 habitatges disposaven pel capbaix d'una plaça de pàrquing. A 95 habitatges hi havia un automòbil i a 126 n'hi havia dos o més.

### Piràmide de població
La piràmide de població per edats i sexe el 2009 era:
| Homes | Edats   | Dones |
| ----- | ------- | ----- |
| 0     | 95 o +  | 0     |
| 0     | 90 a 94 | 0     |
| 0     | 85 a 89 | 0     |
| 8     | 80 a 84 | 0     |
| 8     | 75 a 79 | 12    |
| 12    | 70 a 74 | 12    |
| 12    | 65 a 69 | 12    |
| 12    | 60 a 64 | 28    |
| 16    | 55 a 59 | 8     |
| 8     | 50 a 54 | 16    |
| 16    | 45 a 49 | 20    |
| 32    | 40 a 44 | 20    |
| 24    | 35 a 39 | 16    |
| 24    | 30 a 34 | 20    |
| 16    | 25 a 29 | 16    |
| 8     | 20 a 24 | 8     |
| 16    | 15 a 19 | 24    |
| 8     | 10 a 14 | 20    |
| 28    | 5 a 9   | 24    |
| 8     | 0 a 4   | 16    |

## Economia
El 2007 la població en edat de treballar era de 387 persones, 291 eren actives i 96 eren inactives. De les 291 persones actives 275 estaven ocupades (152 homes i 123 dones) i 16 estaven aturades (9 homes i 7 dones). De les 96 persones inactives 43 estaven jubilades, 40 estaven estudiant i 13 estaven classificades com a «altres inactius».

### Ingressos
El 2009 a Bussières hi havia 238 unitats fiscals que integraven 621,5 persones, la mediana anual d'ingressos fiscals per persona era de 21.262 €.

### Activitats econòmiques
Dels 16 establiments que hi havia el 2007, 6 eren d'empreses de construcció, 1 d'una empresa d'informació i comunicació, 1 d'una empresa immobiliària, 6 d'empreses de serveis i 2 d'empreses classificades com a «altres activitats de serveis».
Dels 6 establiments de servei als particulars que hi havia el 2009, 4 eren fusteries, 1 lampisteria i 1 veterinari.
L'any 2000 a Bussières hi havia 24 explotacions agrícoles que ocupaven un total de 240 hectàrees.

## Equipaments sanitaris i escolars
El 2009 hi havia una escola elemental.

## Poblacions més properes
El següent diagrama mostra les poblacions més properes.